# Acrapex quadrata
Acrapex quadrata là một loài bướm đêm trong họ Noctuidae.